# Baskijska nacionalistička stranka
Baskijska nacionalistička stranka (baskijski : Euzko Alderdi Jeltzalea, EAJ, španjolski : Partido Nacionalista Vasco (PNV), francuski: Parti National Basque  (PNB) ) je najveća i najstarija baskijska nacionalistička stranka. To je trenutno najveća politička stranka u Baskijskoj autonomnoj zajednici (osobito u Biskaji) također s manjom prisutnosti u Navarri (gdje je član koalicije Geroa Bai nekoć zvane Nafarroa Bai) ) i zanemarivom prisutnošću unutar Francuske Baskije. Stranka je vodila baskijsku regionalnu vladu tijekom dugog razdoblja od uspostave baskijske autonomije u ranim 1980-tim do 2009. Ona je također odigrala važnu ulogu u Španjolskom Kongresu, uz ostale regionalne nacionalističke stranaka.
Na baskijskom ona se naziva Euzko Alderdi Jeltzalea (EAJ) (doslovno ' Baskijska stanka pristaša Boga i starih zakona', ili Fuerosa ) i na španjolskom to se zove Partido Nacionalista Vasco (PNV). U Španjolskoj se obično naziva PNV dok je njen francuski ogranak je Parti Nationaliste Basque (EAJ - PNB). Stranka sebe obično nazivao EAJ - PNV. Mladež baskijske nacionalističke stranke se naziva EGI (Euzko Gaztedi Indarra, baskijske mlade snage).
Stranka također ima urede među baskijskom dijasporom, uglavnom u Venezueli, Argentini, Meksiku, Urugvaju, Čileu i Sjedinjenim Američkim Državama.

## Vanjske poveznice
- Službena stranica  Arhivirana inačica izvorne stranice od 1. kolovoza 2017. (Wayback Machine)